# Perrier-Bucht
Die Perrier-Bucht (französisch Baie Perrier) ist eine 10 km breite Bucht an der Nordwestküste der Anvers-Insel im Palmer-Archipel westlich der Antarktischen Halbinsel. Sie liegt zwischen dem Giard Point und dem Quinton Point.
Teilnehmer der Vierten Französischen Antarktisexpedition (1903–1905) unter der Leitung des Polarforschers Jean-Baptiste Charcot kartierten sie erstmals. Charcot benannte sie nach dem französischen Naturforscher Edmond Perrier (1844–1921).